# Cyrtogrammus
Cyrtogrammus is een kevergeslacht uit de familie van de boktorren (Cerambycidae). De wetenschappelijke naam van het geslacht werd voor het eerst geldig gepubliceerd in 1939 door Gressitt.

## Soorten
Cyrtogrammus omvat de volgende soorten:
- Cyrtogrammus laosicus Breuning, 1968
- Cyrtogrammus lateripictus Gressitt, 1939
- Cyrtogrammus sumatranus Franz, 1954